# 백자 청화매조죽문 유개항아리
백자 청화매조죽문 유개항아리(白磁 靑畵梅鳥竹文 有蓋壺)는 청색 안료로 매화, 대나무, 새를 그려넣은, 조선 백자 항아리이다. 1974년 7월 29일 대한민국의 국보 제170호로 지정되었다.

## 개요
조선시대 만들어진 높이 16.8㎝, 입지름 6.1㎝, 밑지름 8.8㎝의 뚜껑있는 백자 항아리이다.
뚜껑의 손잡이는 연꽃봉오리 모양이며, 어깨는 벌어졌고 잘록한 허리의 선은 바닥에서 약간 도드라지는 듯한 느낌을 준다. 굽의 접지면 바깥둘레는 약간 경사지게 깎아내렸다. 뚜껑의 손잡이에 꽃잎 4장을 그리고 그 주위에 매화와 대나무를 그린 것이, 조선 전기 회화에서 보이는 수지법(樹枝法)과 비슷하다. 아가리 가장자리에 꼬불꼬불하게 이어진 덩굴무늬를 그리고, 몸체의 한 면에는 한 쌍의 새가 앉아있는 매화와 들국화를, 다른 한 면에는 V자형으로 뻗어나간 대나무를 그렸다.
그림 속에 농담의 변화가 보이는 것이 전문 화가에 의해 그려진 것으로 생각된다. 이 항아리는 조선 초기의 고분에서 출토되었다고 전해지며 이 무렵 백자 항아리의 형태와 문양 연구에 중요한 자료이다.